# Chiesa di San Salvatore al Monte
La chiesa di San Salvatore al Monte è un luogo di culto cattolico di Firenze situato sulla collina dietro il piazzale Michelangelo, detta monte delle Croci, appena al di sotto della basilica di San Miniato.

## Storia
Sul sito esistevano in precedenza un giardino e cappella francescana, forse dedicata ai Santi Cosma e Damiano, donate ai frati nel 1417 da un certo Luca di Jacopo del Toso (o della Tosa). Nel 1442 con l'edificazione documentata della sagrestia, i lavori di questo primo complesso, frutto di interventi ad opera di maestranze appartenenti all'ordine francescano, sembrano terminati. Resti di questo primo insediamento sono forse rintracciabili nella sala capitolare dell'attiguo convento. Interessanti anche alcune tavole quattrocentesche nell'odierno coro, verosimilmente destinate alla primitiva chiesa: la Madonna in trono col Bambino, santi e la committente di Giovanni dal Ponte, la Vergine con Cristo in pietà e santi di Neri di Bicci e i Santi Cosma e Damiano, Francesco e Antonio di Rossello di Jacopo Franchi e il Volto Santo della scuola di Fra Bartolomeo (attribuibile al Maestro di Serumido).
Negli ultimi decenni del Quattrocento per volontà prima del ricco mercante Castello Quaratesi e, dopo la sua morte, dall'Arte di Calimala (come ricorda lo stemma con l'Aquila sul frontone), si intraprese un rifacimento dell'edificio, su progetto di Simone del Pollaiolo, detto il Cronaca, fra il 1499 e il 1504. La facciata della chiesa, molto semplice e incorniciata dai tipici cipressi toscani, presenta superfici intonacate interrotte solo dal portale e dalle finestre a timpano. Queste presentano l'innovazione rappresentata dall'alternarsi di timpani semicircolari e triangolari, fin tutta la lunghezza della navata, caratteristica che sarà in seguito ripresa in molte chiese e palazzi italiani e non solo (per esempio nella corte degli Uffizi dal Vasari).
Michelangelo era molto legato a questa zona della città ed in particolare a questa armoniosa chiesa, che chiamava affettuosamente la mia bella villanella.
A partire dall'assedio del 1529, e per tutto il secolo XVI, la chiesa e il convento subirono gravi danni, solo in parte arginati da restauri, tanto che nel 1665 i frati lasciarono definitivamente San Salvatore, in stato di avanzata decadenza, ai francescani spagnoli detti Scalzetti, e si trasferirono in Ognissanti, portando con sé molti degli arredi e decorazioni. 
Nel 1875 veniva costruito attiguamente il Piazzale Michelangelo. Recentemente la Provincia Toscana dei Frati Minori ha deciso di potenziare la sua presenza a San Salvatore destinando a questo convento una fraternità impegnata primariamente nell'evangelizzazione, una scelta in continuità con la storia e la spiritualità del luogo. Da quel momento molte sono state le iniziative di promozione e restauro del complesso.

## Descrizione

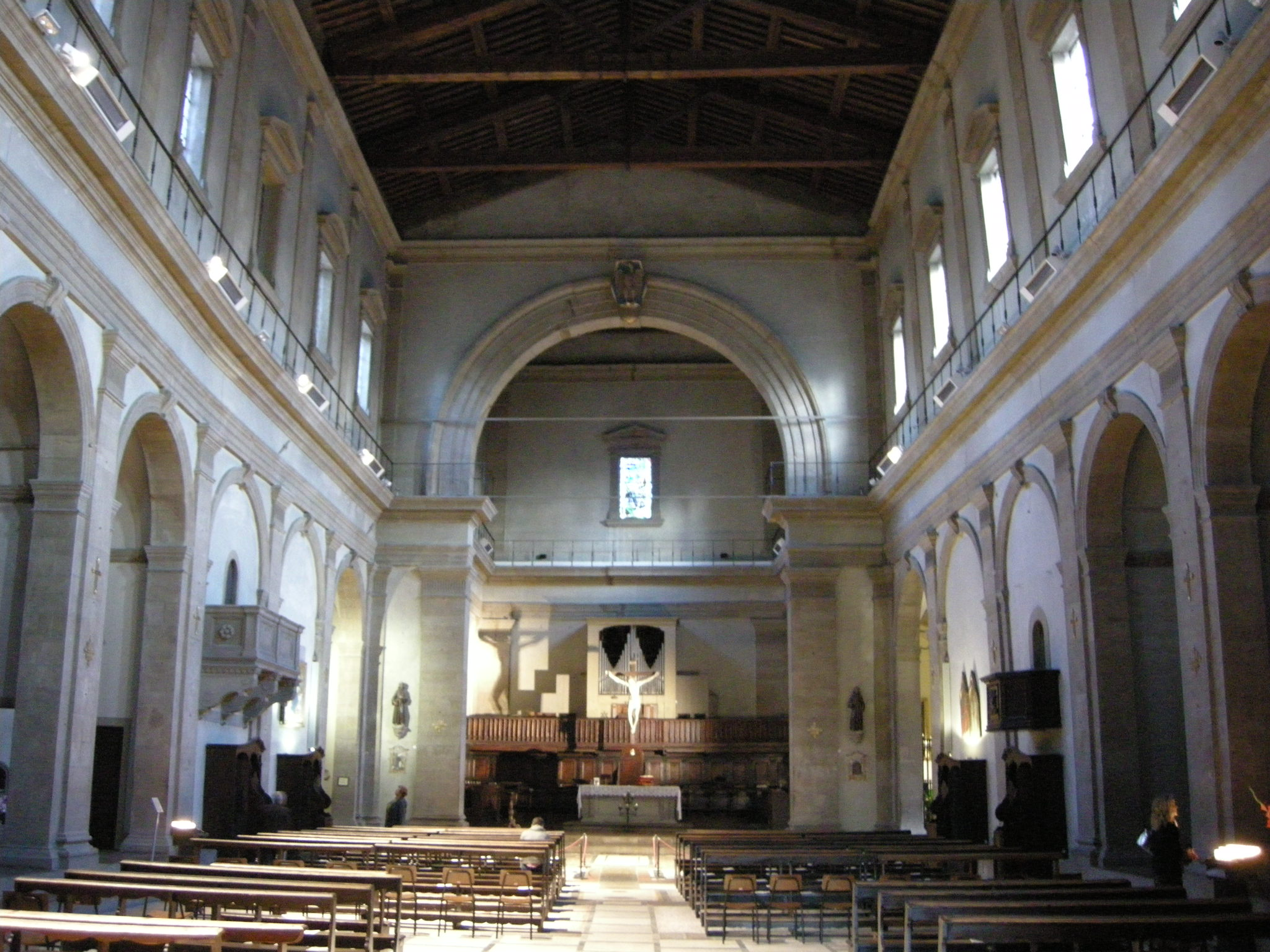
Interno

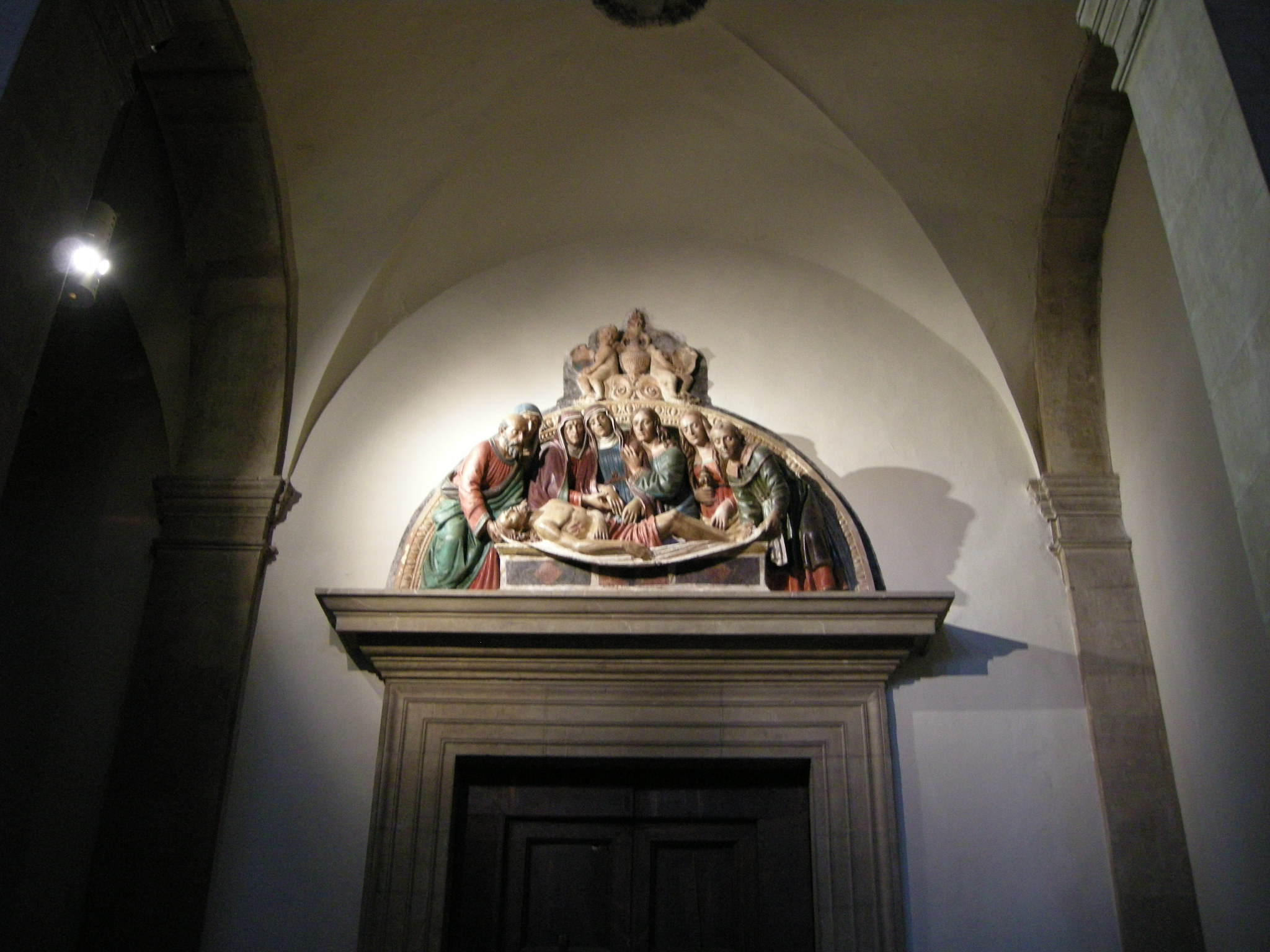
Deposizione di Giovanni della Robbia

L'interno, di elegante e raffinata semplicità, risente delle influenze classicheggianti dell'Alberti e di Giuliano da Sangallo (secondo alcuni studi il possibile vero progettista dell'opera). La bicromia dell'intonaco e della pietra forte rende più marcati gli elementi architettonici con una sobrietà in linea con i dettami francescani di povertà e semplicità. Il tetto è a capriate mentre l'attuale pavimento, dove si trovano antiche lapidi funerarie, è stato in gran parte ricostruito nel 1849.
Sull'unica navata si aprono cinque cappelle per parte, scandite da un doppio ordine di lesene in pietra forte di stile dorico, le quali hanno perduto l'originale corredo artistico con la dipartita dei frati ed oggi esibiscono oggetti d'arte di diversa provenienza. Nella seconda Cappella a sinistra è collocata una Deposizione in terracotta policroma invetriata di Giovanni della Robbia.
Sull'altar maggiore era collocata la venerata reliquia del saio di San Francesco d'Assisi, l'abito che il santo indossava nel 1224 quando ricevette le stigmate presso La Verna, anche questo migrato in Ognissanti. Oggi è presente un Crocifisso ligneo riconosciuto come opera di un maestro della cerchia di Andrea Ferrucci, mentre un secondo crocifisso nel Cappellone è attribuito alla scuola di Baccio da Montelupo e Benedetto da Maiano (entrambi risalirebbero al 1496 circa). I disegni delle vetrate sono attribuiti al Perugino (primi anni del Cinquecento).
Sul lato destro della zona presbiteriale si trova la Cappella dei Nerli, anch'essa di notevole impianto rinascimentale con volta a botte, che ospita un'interessante tavola cinquecentesca della Madonna in trono col Bambino, Santi e Angeli di un anonimo artista del XVI secolo. Il committente, Tanai di Francesco Nerli, era un acerrimo nemico del Savonarola e fu lui a punire la campana di San Marco che aveva osato suonare per avvertire dell'arresto del predicatore ferrarese durante la famigerata notte dell'8 aprile 1498. La campana in bronzo subì infatti il supplizio di essere portata in processione per la città con destinazione San Salvatore, frustandola lungo il tragitto e deponendola per sempre, infatti non ha mai più suonato. Nel Novecento la campana finì nel cortile del Museo di Firenze com'era, per tornare solo negli anni duemila nel Museo di San Marco. La chiesa di San Salvatore al Monte accoglie anche il Monumento a Marcello di Virgilio Adriani (1526), colui che firmò la condanna a morte dello stesso Savonarola.
Nell'attiguo convento di frati è conservato un chiostro quattrocentesco.

## La presenza francescana

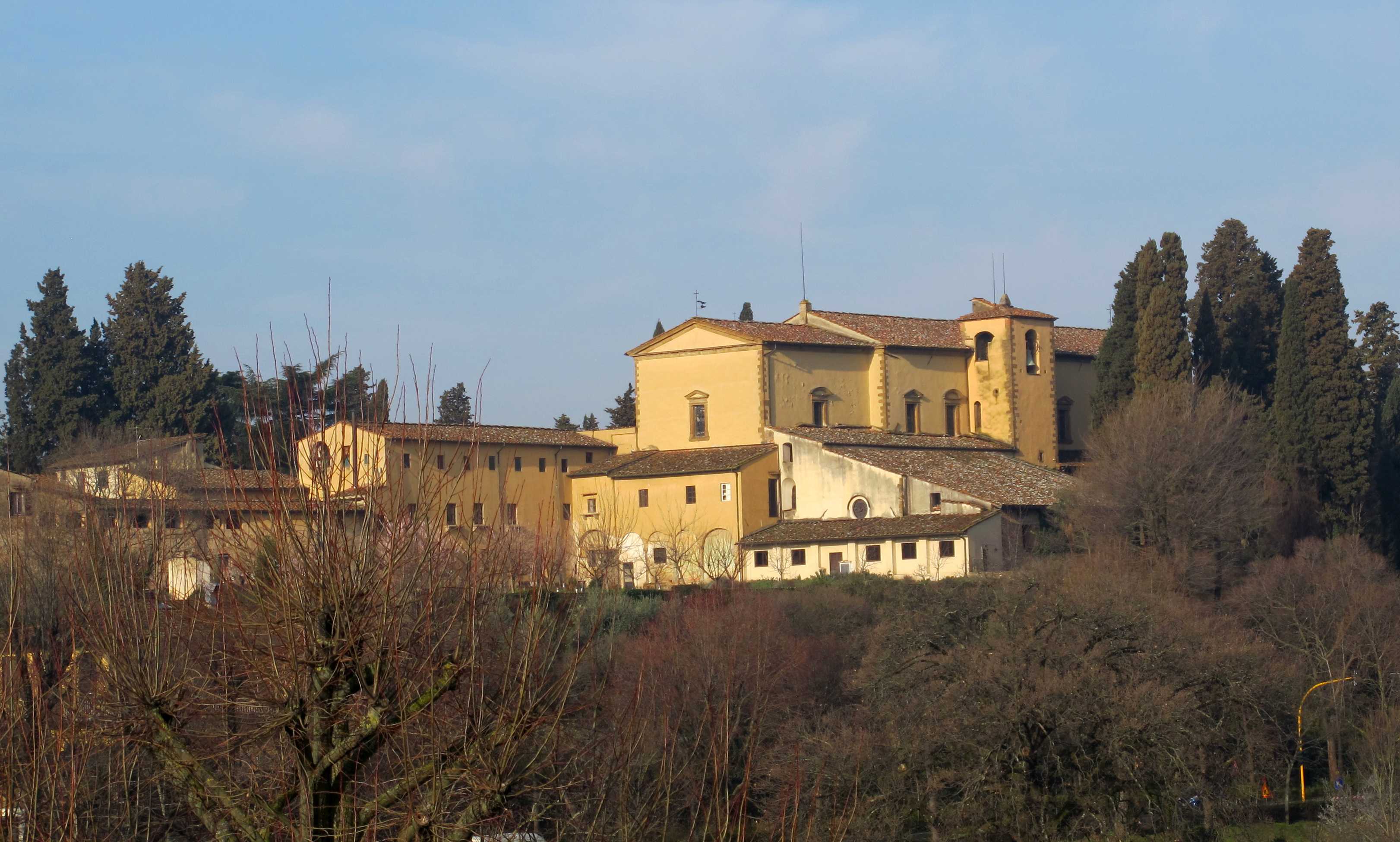
Veduta del complesso

“O beata solitudo, tu sola beatitudo”, queste parole che, tracciate sulla prima arcata del chiostro, accolgono chi entra, esprimono quella che è l'esperienza dei frati nei conventi di ritiro: una solitudine che non è fuga dal mondo, ma ricerca di Dio, vissuta nella preghiera e nella condivisione fraterna, e dalla quale si ritorna al mondo, alla gente, per annunciare ciò che si è contemplato, Colui che si è incontrato nell'esperienza contemplativa.
Fin dall'inizio del Cinquecento, quando la chiesa assume l'assetto attuale, il convento di san Salvatore è annoverato tra i primi che aderiscono all'Osservanza, riforma interna all'Ordine tesa al ritorno ad una più radicale aderenza all'esperienza spirituale e di vita di san Francesco e ad una più stretta “osservanza”, appunto, della sua regola.
Dopo la fondazione da parte di Giovanni da Stroncone, anche san Bernardino da Siena dimorò al Monte alle Croci. 
Due secoli più tardi il convento passò alla "Riformella" ed ebbe come superiore san Leonardo da Porto Maurizio, che da questo luogo partiva per le sue predicazioni per diffondere in tutta Italia la pratica della Via Crucis (proprio dalla Via Crucis collocata sulle pendici del colle deriva il nome di Monte alle Croci).
Recentemente la Provincia Toscana dei Frati Minori ha deciso di potenziare la sua presenza a San Salvatore destinando a questo convento una fraternità impegnata primariamente nell'evangelizzazione, una scelta in continuità con la storia e la spiritualità del luogo. Risiedono in questo convento i responsabili per la predicazione delle Missioni al popolo, il Centro Missionario Francescano che mantiene i contatti con i frati missionari all'estero e il Commissariato di Terra santa che cura i rapporti con in nostri frati che custodiscono i luoghi santi, organizza pellegrinaggi e finanzia progetti di pace, sviluppo e solidarietà.

## Confraternite
Nella chiesa e nei suoi annessi si riunirono nel tempo alcune confraternite, tra cui la Compagnia dei Diecimila Martiri.